# هاري هيستاد
هاري هيستاد (بالنرويجية البوكمول: Harry Hestad)‏ هو لاعب كرة قدم ومدرب كرة قدم نرويجي في مركز نصف الجناح، ولد في 7 نوفمبر 1944 في مولده في النرويج. شارك مع منتخب النرويج لكرة القدم. أما مع النوادي، فقد لعب مع أدو دين هاغ ونادي مولده.

## وصلات خارجية
- هاري هيستاد على موقع اتحاد النرويج (النرويجية)
- هاري هيستاد على موقع قاعدة بيانات كرة القدم.إي يو (الإنجليزية)
- هاري هيستاد على موقع ناشيونال فوتبول تيمز (الإنجليزية)